# Pierre Part
Pierre Part ist eine Siedlung auf gemeindefreiem Gebiet im Assumption Parish im US-amerikanischen Bundesstaat Louisiana. Zu statistischen Zwecken ist der Ort zu einem Census-designated place (CDP) zusammengefasst worden. Das U.S. Census Bureau hat bei der Volkszählung 2020 eine Einwohnerzahl von 3.024 ermittelt.

## Geografie
Pierre Part liegt im mittleren Südosten Louisianas, am nordwestlichen Ufer des Lake Verret. Der südliche Ortsrand reicht bis an den Belle River, einen Nebenarm des Atchafalaya. Dieser ist der längste Mündungsarm des Mississippi. Die geografischen Koordinaten von Pierre Part sind 29°57′40″ nördlicher Breite und 91°12′24″ westlicher Länge. Der Ort erstreckt sich über eine Fläche von 7,98 km². 
Benachbarte Orte von Pierre Part sind White Castle (29,8 km nördlich) und Paincourtville (21,4 km ostnordöstlich).
Die nächstgelegenen größeren Städte sind Louisianas Hauptstadt Baton Rouge (75,7 km nördlich) und Louisianas größte Stadt New Orleans (134 km östlich) und Lafayette (143 km westnordwestlich).

## Verkehr
Der Louisiana Highway 70 führt als Hauptstraße von Pierre Part. In diesen mündet der entlang des Belle River führende Louisiana Highway 997. Alle weiteren Straßen sind untergeordnete Landstraßen, teils unbefestigte Fahrwege sowie innerörtliche Verbindungsstraßen.
Die nächsten Flughäfen sind der Lafayette Regional Airport (141 km westnordwestlich), der Baton Rouge Metropolitan Airport (81,2 km nördlich) und der größere Louis Armstrong New Orleans International Airport (115 km östlich).

## Bevölkerung
Nach der Volkszählung im Jahr 2010 lebten in Pierre Part 3169 Menschen in 1288 Haushalten. Die Bevölkerungsdichte betrug 397,1 Einwohner pro Quadratkilometer. In den 1288 Haushalten lebten statistisch je 2,46 Personen. 
Ethnisch betrachtet setzte sich die Bevölkerung zusammen aus 98,6 Prozent Weißen, 0,2 Prozent amerikanischen Ureinwohnern sowie 0,3 Prozent aus anderen ethnischen Gruppen; 0,9 Prozent stammten von zwei oder mehr Ethnien ab. Unabhängig von der ethnischen Zugehörigkeit waren 1,0 Prozent der Bevölkerung spanischer oder lateinamerikanischer Abstammung. 
23,7 Prozent der Bevölkerung waren unter 18 Jahre alt, 61,3 Prozent waren zwischen 18 und 64 und 15,0 Prozent waren 65 Jahre oder älter. 52,0 Prozent der Bevölkerung war weiblich.

Das mittlere jährliche Einkommen eines Haushalts lag bei 49.479 USD. Das Pro-Kopf-Einkommen betrug 24.126 USD. 13,0 Prozent der Einwohner lebten unterhalb der Armutsgrenze.